# غوت سميولايتر

لعبة محاكي الماعز بعد التعريب ، وتبدو عليها خطأ برمجي من ناحية اللغة

محاكي الماعز (بالإنجليزية: Goat Simulator)‏ هي لعبة فيديو من نوع لعبة محاكاة، تاريخ صدورها هو 1 أبريل 2014، وهي متوفرة على أجهزة مايكروسوفت ويندوز. اللعبة من تطوير استوديوهات كوفي ستين ومن نشر ستيم، حيث تم دعم اللعبة باللغة العربية لنظام ستيم والأنظمة الأخرى رغم الخطأ التقني.

## أسلوب اللعب
محاكي الماعز هي لعبة منظور شخص ثالث حيث تتحكم في ماعز وتقوم بتدمير الاشياء التي حولك والقيام باعمال مضحكة مثل الجري والقفز من اماكن عالية وضرب المشاة.
م\مند

## المواقع الخارجية
- الموقع الرسمي